# Columbus Control Centre

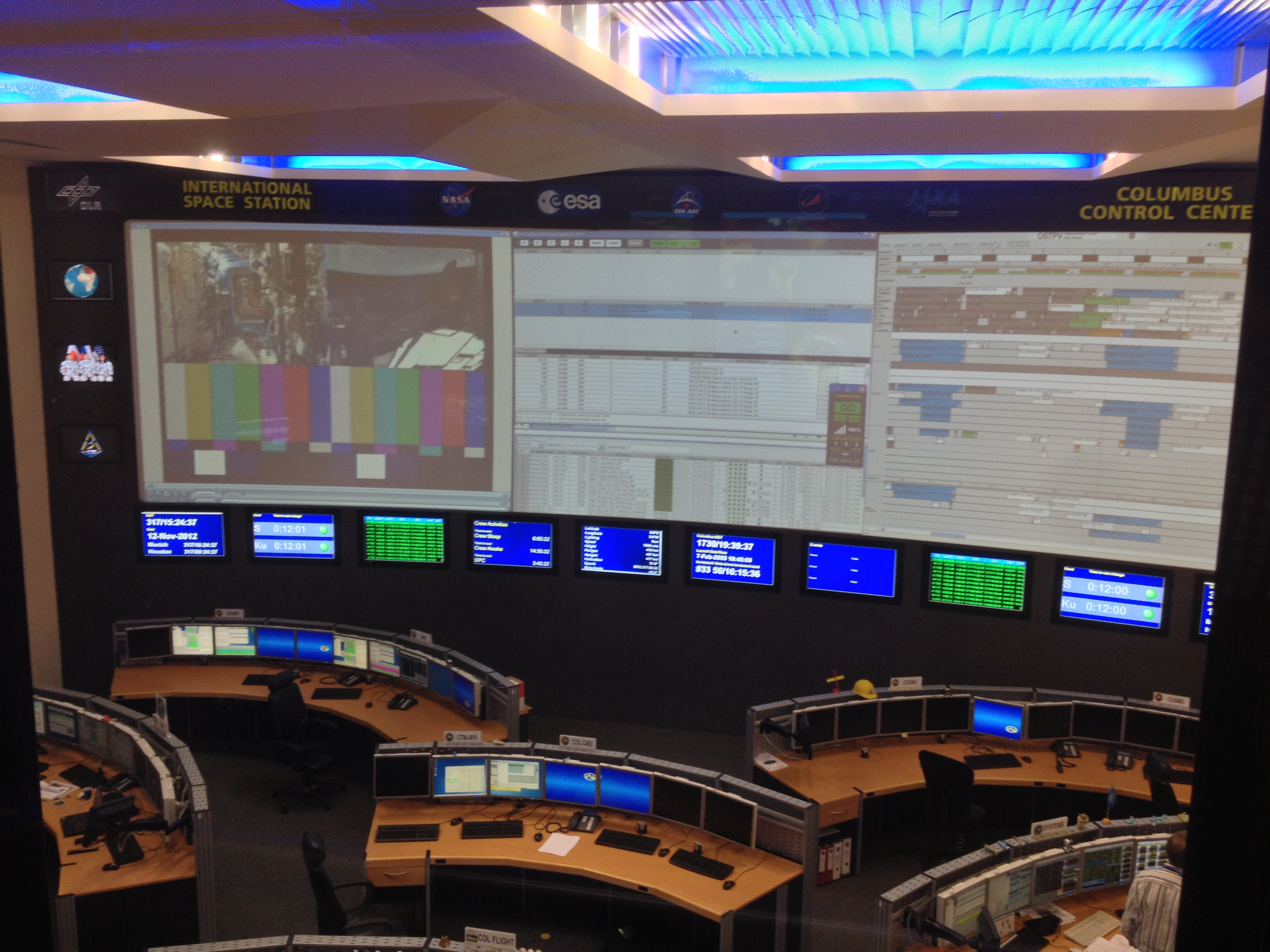
Columbus Control Centre (Col-CC) nel 2012

Il Columbus Control Centre (Col-CC), noto anche con il suo indicativo di chiamata Mission Control Munich, è un centro di controllo missione responsabile della gestione e del controllo del laboratorio spaziale Columbus a bordo della Stazione Spaziale Internazionale (ISS). È situato presso il campus del German Aerospace Center (DLR) a Oberpfaffenhofen, in Germania, ed è gestito in collaborazione con l'Agenzia spaziale europea (ESA) all'interno del programma Integrated Team@Col-CC.
Circa 100 specialisti supportano da Col-CC le attività europee a bordo della ISS, garantendo il collegamento diretto con il laboratorio Columbus in orbita.

## Storia
Il Columbus Control Centre è stato istituito nei primi anni 2000 per fornire il supporto operativo necessario al modulo Columbus, il primo laboratorio europeo permanente nello spazio. Inaugurato nel 2004, il centro ha supportato per la prima volta una missione nel 2005 e ha svolto un ruolo fondamentale nell'integrazione di Columbus alla ISS durante la missione STS-122 nel febbraio 2008. Già prima della messa in orbita di Columbus, il centro ha maturato esperienza operativa supportando la missione Astrolab dell'astronauta europeo Thomas Reiter nel 2006, la prima missione europea di lunga durata sulla ISS.  
In questo periodo, il Columbus Control Centre ha introdotto anche il ruolo di EUROCOM, diventando il primo centro europeo ad assumere la funzione di "capsule communicator" (CAPCOM), ovvero il punto di contatto diretto con gli astronauti nello spazio.
Da allora, Col-CC ha seguito numerose missioni di astronauti europei e ha contribuito, fino al 2015, alla gestione dei voli dei veicoli di rifornimento Automated Transfer Vehicle (ATV).

## Funzioni principali
Il Columbus Control Centre garantisce il corretto funzionamento del laboratorio Columbus e supporta tutte le attività di ricerca scientifica che vi si svolgono. Le sue principali funzioni sono:
- Comando e controllo dei sistemi del laboratorio Columbus
- Monitoraggio e configurazione dei sistemi di supporto vitale (aria, energia elettrica, raffreddamento)
- Supporto agli astronauti europei e internazionali durante il lavoro nel laboratorio
- Pianificazione e coordinamento delle operazioni sperimentali
- Gestione della rete di comunicazione tra la ISS e i centri di ricerca europei
- Archiviazione e distribuzione dei dati scientifici e ingegneristici
- Responsabilità della sicurezza per il laboratorio Columbus
- Formazione del personale operativo attraverso simulazioni e addestramento continuo

Il centro opera ininterrottamente 24 ore su 24, 7 giorni su 7.

## Struttura operativa
Il Col-CC dispone di tre sale di controllo:
- una sala per il monitoraggio operativo in tempo reale di Columbus.
- una sala per la preparazione di operazioni e per le simulazioni.
- una sala di backup situata in una struttura separata.

Le operazioni sono condotte da due squadre principali:
- Il Flight Control Team (FCT), responsabile delle operazioni di volo
- Il Ground Control Team (GCT), che gestisce l'infrastruttura terrestre e la rete di comunicazione

Entrambi i team operano sotto la guida di un Direttore di volo (COL FLIGHT), che ha la responsabilità decisionale finale per tutte le attività relative a Columbus.

### Flight Control Room
La Flight Control Room del Col-CC in cui opera il FCT è permanentemente presidiata da tre postazioni a tempo pieno: COL FLIGHT, STRATOS (Safeguarding Thermal Resources Avionics Telecommunications Operations Systems) e GC (Ground Control).
Queste sono supportate dalla postazione COMET durante il giorno, 7 giorni su 7, così come dalle postazioni EUROCOM e COSMO durante i tempi di veglia dell'equipaggio, dal lunedì al venerdì.
Il COL FLIGHT è responsabile delle operazioni in tempo reale di Columbus e riporta al ISS FLIGHT presso il Centro di controllo missione di Houston (MCC-H).
COMET (precedentemente noto come COL OC (Operations Coordinator)) coordina le operazioni sui carichi utili e la pianificazione in tempo reale come parte del team EPIC. STRATOS controlla i sottosistemi di bordo relativi all'alimentazione, controllo termico e ambientale, oltre ai sottosistemi dati, video, comunicazione di bordo e interfacce dei carichi utili. EUROCOM è la postazione occupata dal controllore che parla direttamente con gli astronauti a bordo della Stazione spaziale internazionale attraverso i canali spazio-Terra.
COSMO (COlumbus Stowage and Maintenance Officer) è responsabile della gestione dell'inventario, della manutenzione in orbita e del Plug in Plan.

## Attività di ricerca
Il laboratorio europeo Columbus è stato installato sulla ISS l'11 febbraio 2008, rappresentando il primo avamposto europeo permanente nello spazio. 
La sua configurazione comprende 16 rack ISPR:
- 10 rack scientifici per gli esperimenti
- 3 rack di stoccaggio
- 3 rack per sistemi tecnici di supporto (alimentazione, acqua, climatizzazione)

Ogni rack dispone di alimentazione, raffreddamento, collegamenti video e dati.
All'esterno, Columbus ospita inoltre cinque piattaforme (Columbus External Payload Facility (CEPF) e, dal 2020, la Bartolomeo platform) per esperimenti esposti direttamente all'ambiente spaziale.
Il Columbus permette un'ampia gamma di ricerche scientifiche multidisciplinari in condizioni di microgravità, tra cui:
- Biologia gravitazionale, radiobiologia, astrobiologia e fisiologia umana.
- Fisica dei materiali, fluidodinamica, fisica della materia solida e ricerca sul plasma.
- Medicina spaziale, in particolare lo studio della perdita muscolare e della demineralizzazione ossea in microgravità.

I dati raccolti supportano anche le preparazioni per missioni di lunga durata verso la Luna e Marte.

## Rete di supporto e comunicazioni
Il Col-CC gestisce la rete europea di comunicazione ISS, collegando il laboratorio Columbus con i:
- User Support and Operations Centres (USOC) distribuiti in vari Paesi europei, specializzati in diverse aree scientifiche
- European Astronaut Centre (EAC) di Colonia per l'assistenza medica degli astronauti
- ESA Operations Management presso l'ESTEC nei Paesi Bassi
- Centri di controllo internazionali: NASA (Houston e Huntsville), Roscosmos (Mosca), e JAXA (Tsukuba)

Tra il 2008 e il 2015, durante le missioni dell'Automated Transfer Vehicle (ATV), il Col-CC ha svolto anche un ruolo di supporto, gestendo le comunicazioni tra il Centro di controllo ATV di Tolosa, la ISS e la rete europea di telecomunicazioni, assicurando il coordinamento delle operazioni insieme agli altri centri di controllo internazionali.

### USOC
Gli USOC svolgono un ruolo fondamentale nel supporto operativo agli esperimenti condotti nel Columbus. Essi sono centri dedicati che si occupano della preparazione, monitoraggio in tempo reale e gestione tecnica degli esperimenti scientifici. Interagiscono direttamente con i ricercatori, consentendo il controllo remoto degli esperimenti e fornendo supporto agli astronauti a bordo. Ogni USOC è specializzato in un'area scientifica diversa o esperimenti diversi e rappresenta il collegamento diretto tra il laboratorio Columbus e gli scienziati sulla Terra.
Tra i principali USOC europei vi sono:
- BIOTESC (Svizzera) – biotecnologie e scienze biologiche
- CADMOS (Francia) – medicina e scienze della vita
- E-USOC (Spagna) – fluidodinamica e fisica dei materiali
- MUSC (Germania) – scienze fisiche e supporto gravitazionale
- B-USOC (Belgio) – osservazione della Terra e scienze dei materiali

Le comunicazioni tra Columbus e la Terra avvengono principalmente attraverso il sistema satellitare TDRS (Tracking and Data Relay Satellite) e la stazione di terra di White Sands, negli Stati Uniti.